# بشملة
البَشْمَلَة أو المَصْع هي فاكهة معروفة في المشرق العربي ب «عنق الدنيا» والبشملة شجر دائم الخضرة، تعطي الشجرة ثمار صغيرة بيضاوية الشكل صفراء اللون عند نضجها.

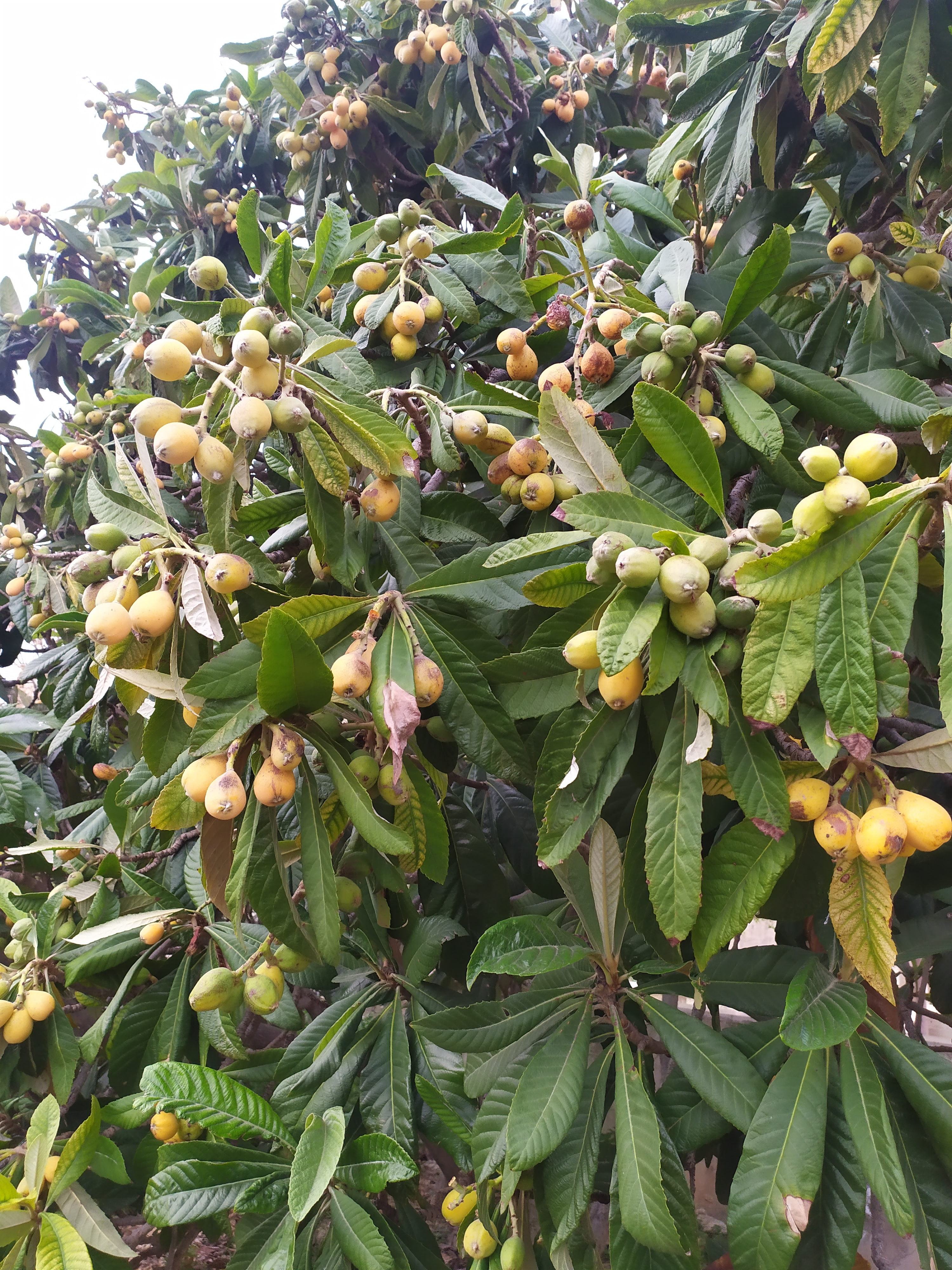
البشملة، من أحد الأشجار الجميلة والمثمرة في فلسطين

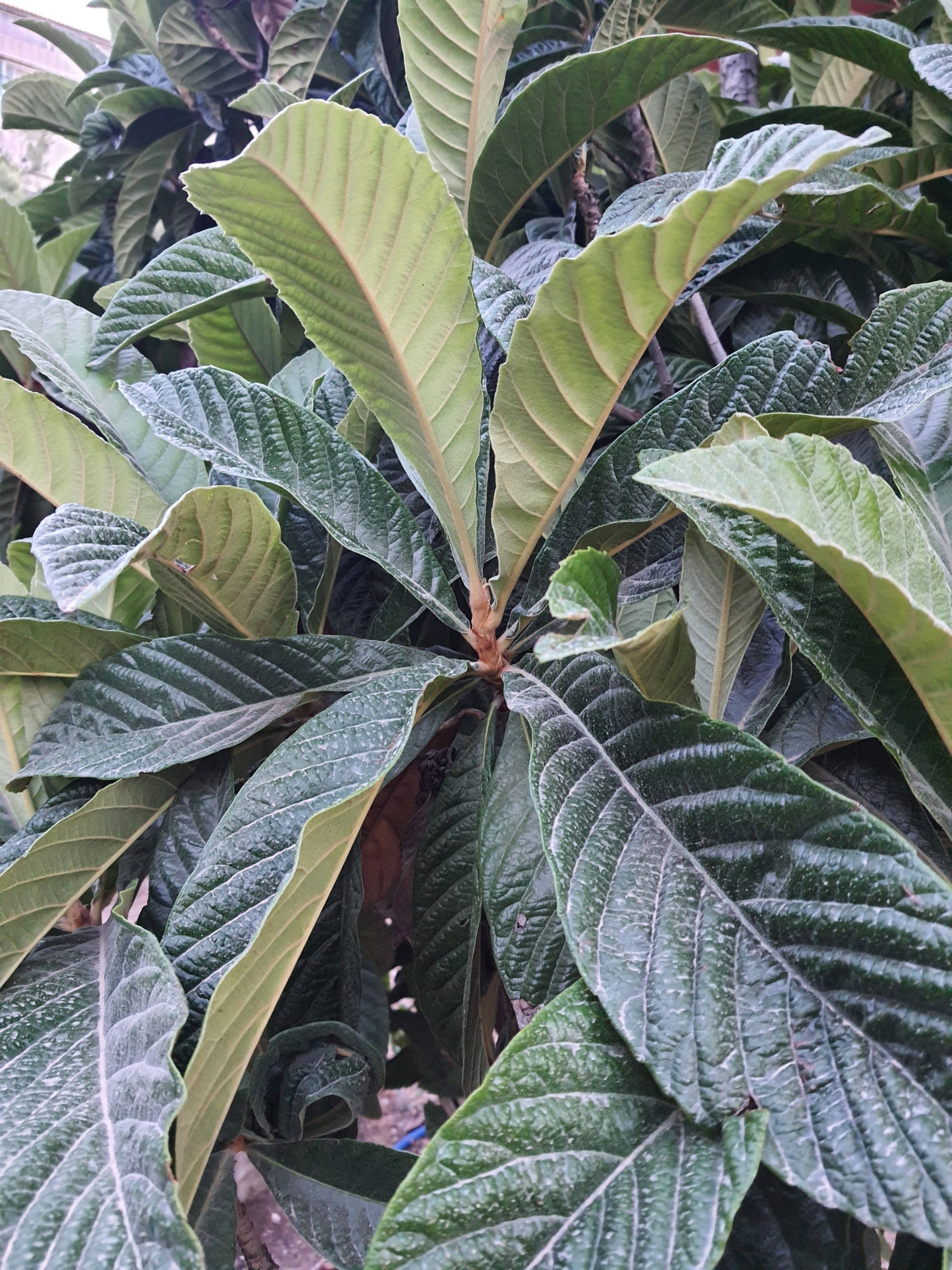
أوراق شجرة الأسكدنيا والتي تمتاز بأنها أوراق طويلة وقاسية وعليها خطوط واضحة

ويعرف في بعض اللهجات المحلية باسم عنق الدنيا ونص غليظ والْأَسْكِي دُنْيَا (أو الأَسْكِيدُنْيَا أو الأَكِّيدنيا) وفي ليبيا ناسبولي، وتسمى أيضا بُوصَاع في تونس وهو تحريف عن "المَصْع"، و عرنوط في بعض اللهجات المحلية الأخرى، وزعرور أو مشيمشة أو بوعظيمة في الجزائر (يطلق الاسم الأول في بعض مناطقها أيضًا على الفاكهة الأخرى التي تحمل نفس الاسم بالفصحى)، وتعرف بالمغرب باسم مزاح.
أصل الاسم أَسْكِي دُنْيَا هو تركي (بالتركية العثمانية: اَسكی دُنیا) ويعني الدنيا القديمة.

## أنواع البشملة
يوجد عدة أنواع من جنس البشملة:
- بشملة يابانية
- بشملة منحنية
- بشملة كافاليرية
- بشملة عطرية
- بشملة هنرية
- بشملة ماليبونية
- بشملة بيضاوية
- بشملة سنديانية
- بشملة سالوينية
- بشملة سيغوينية
- بشملة مسننة
- بشملة تنغشونغية
- بشملة بنغالية
- بشملة غامضة
- بشملة إهليلجية
- بشملة جرداء
- بشملة هوكرية
- بشملة عريضة الأوراق
- بشملة طويلة الأوراق
- بشملة كبيرة الثمار
- بشملة مرغوية
- بشملة معنقة
- بشملة مفلطحة الأوراق
- بشملة بوالنية
- بشملة أذينية
- بشملة صبغية
- بشملة واردية
- بشملة مستطيلة